# Gesperre
Gesperre sind mechanische Bauelemente, die die Position eines beweglichen Teils, des Sperrstücks, gegenüber einem anderen, i. d. R. gegenüber dem Gestell, mittels eines Sperrers ganz oder bis zu einer festgesetzten Grenze erhalten.
Gesperre dienen häufig als Sicherheitseinrichtungen, um eine ungewollte Bewegung zu verhindern. Als typische Anwendung verhindern Gesperre den unkontrollierten Rücklauf von Hubeinrichtungen wie Fahrstühlen oder Hubtischen und halten das aufstellbare Kopfende eines Lattenrosts in Position, bis es wieder abgesenkt werden soll.

## Einteilungen
Gesperre können unterschieden werden in:
- Festgesperre (Ruhezustand wird ganz erhalten)
- Grenzkraftgesperre / Gehemme (Ruhezustand wird bis zu einer festgesetzten Grenze erhalten)

oder nach der Bewegung, die verhindert wird:
- Gesperre für Drehbewegung, z. B. als Freilauf
- Gesperre für Schubbewegung

oder danach, ob das Sperren in einer oder in beiden Bewegungsrichtungen erfolgt:
- einseitig wirkend (Richtgesperre)
- zweiseitig wirkend

oder danach, ob das Sperren durch Form- oder Kraftschluss erfolgt:
- Formgesperre / -gehemme (Zahngesperre / -gehemme)
- Reibgesperre / -gehemme.

## Spezielle Gesperre
Einige Gesperre haben eigene Namen:
- Riegelgesperre sind zweiseitig wirkende Festgesperre mit Formschluss, mit denen Vorzugslagen genau reproduziert werden können. Ihr Sperrer heißt Riegel.
- Rastgesperre sind zweiseitig wirkende Grenzkraftgesperre mit Formschluss, die den Ruhezustand (Raststellung) ab einer gewissen Annäherung selbständig herstellen.
- Klemmgesperre sind zweiseitig wirkende Grenzkraftgesperre mit Kraftschluss (Klemmung), die i. d. R. so dimensioniert sind, dass sie unter Normalbedingungen als Festgesperre wirken. Oft sind sie eine Übergangsform zu lösbaren Verbindungen. Wie sie sind grundsätzlich Bremsen und Reibkupplungen aufgebaut (die allerdings neben Kräften auch Arbeit aufnehmen).

Besonders häufig wird das Zahnrichtgesperre mit Sperrklinke als Sperrer angewendet.